# Ostrowąsy (Poméranie-Occidentale)
Pour l’article homonyme, voir Ostrowąsy.
Ostrowąsy est une localité polonaise de la gmina mixte de Barwice située dans le powiat de Szczecinek en voïvodie de Poméranie-Occidentale. Elle se trouve à environ 23 km à l'ouest de Szczecinek et 122 km à l'est de la capitale régionale Szczecin.

## Géographie

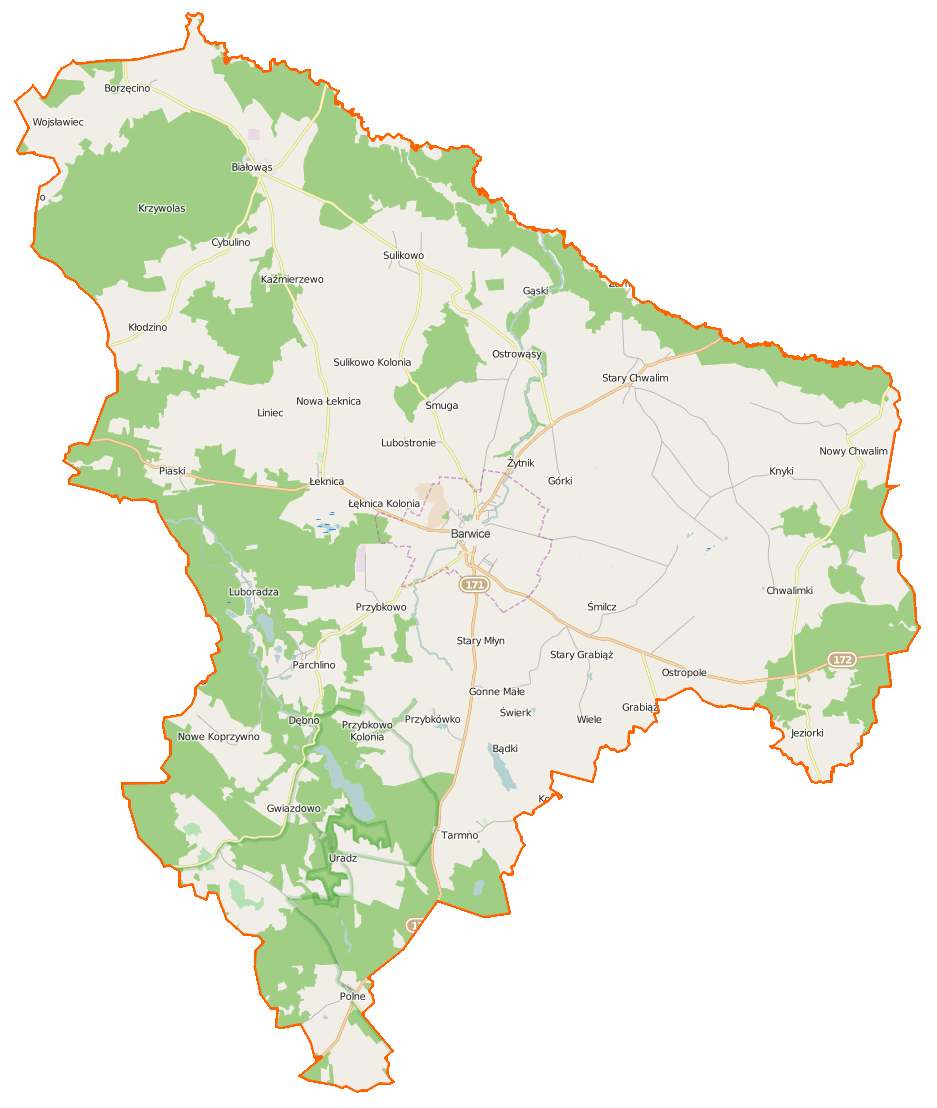
Carte de la gmina de Barwice.

## Histoire
De 1725 à 1945, Wusterhanse fait partie de l'arrondissement de Neustettin dans le district de Köslin au sein de la province de Poméranie.